# 31192 Айґуал
31192 Айґуал (1997 YH16, 1978 UB4, 1994 CG10, 1996 RW26, 2001 QS93, 31192 Aigoual) — астероїд головного поясу.
Тіссеранів параметр щодо Юпітера — 3,318.